# تومي بولت
تومي بولت (بالإنجليزية: Tommy Bolt)‏ هو لاعب غولف أمريكي، ولد في 31 مارس 1916 في هاورث في الولايات المتحدة، وتوفي في 30 أغسطس 2008 في أركنساس في الولايات المتحدة.

## وصلات خارجية
- تومي بولت على موقع رابطة لاعبي الغولف المحترفين (الإنجليزية)
- تومي بولت على موقع قاعة فلوريدا للمشاهير الرياضية (الإنجليزية)
- تومي بولت على موقع قاعة لويزيانا للمشاهير الرياضية (الإنجليزية)
- تومي بولت على موقع إن إن دي بي (الإنجليزية)